# Vasconcellea pubescens
Vasconcellea pubescens är en tvåhjärtbladig växtart som beskrevs av A. Dc. Vasconcellea pubescens ingår i släktet Vasconcellea och familjen Caricaceae. Inga underarter finns listade i Catalogue of Life.

## Bildgalleri

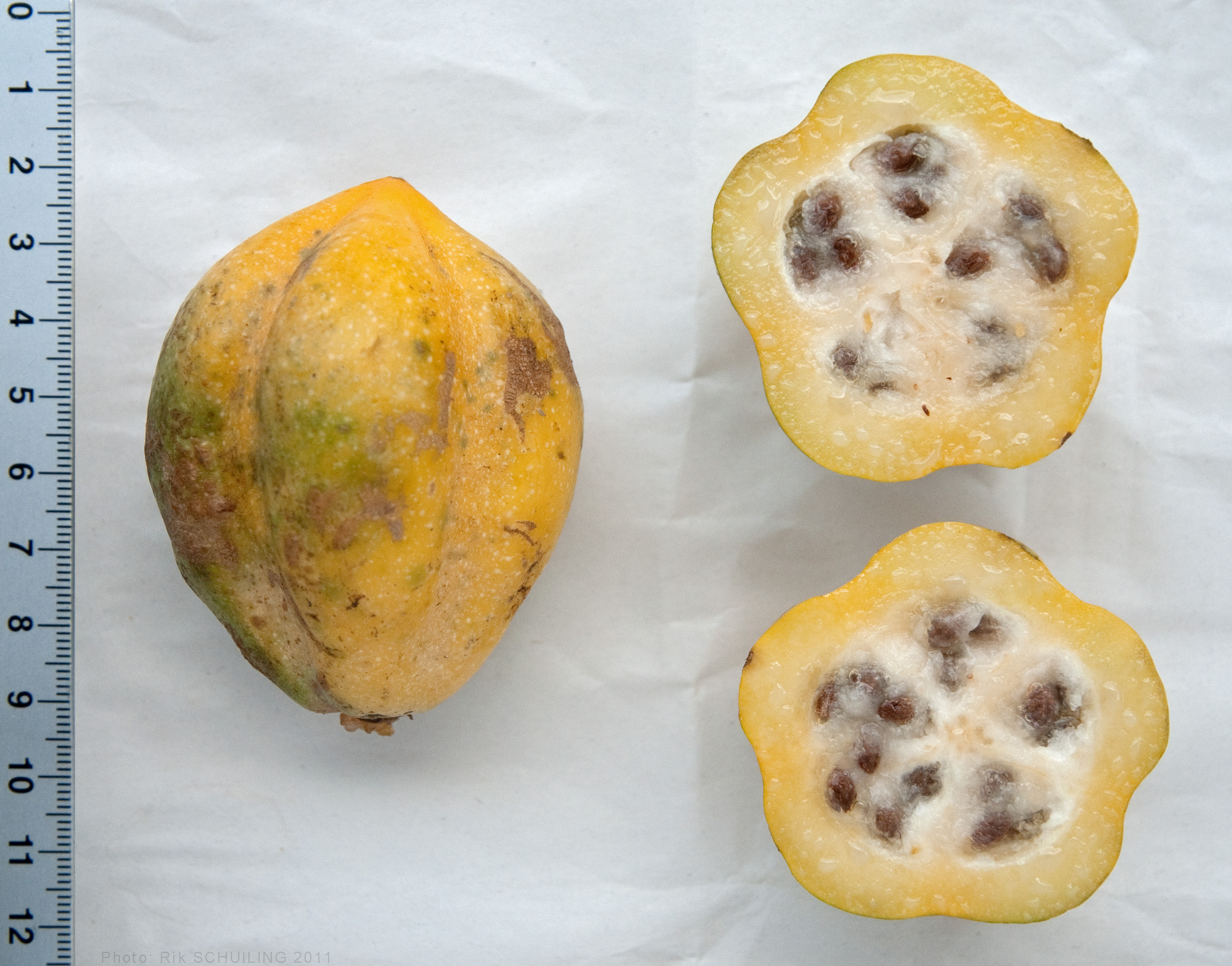